# Église Saint-Michel de Donji Matejevac
Pour les articles homonymes, voir Église Saint-Michel.
L'église Saint-Michel de Donji Matejevac (en serbe cyrillique : Црква Св. Арханђела Михаила у Доњем Матејевцу ; en serbe latin : Crkva Sv. Arhanđela Mihaila u Donjem Matejevcu) est une église orthodoxe serbe serbe située à Donji Matejevac, dans la municipalité de Pantelej, sur le territoire de la ville de Niš et dans le district de Nišava en Serbie. Elle est inscrite sur la liste des monuments culturels protégés de la république de Serbie (no SK 591),,.

## Présentation
D'après une inscription placée au-dessus du portail méridional, l'église a été construite en 1838 et peinte en 1870 ; elle a été consacrée en 1842 par l'évêque de Niš Nikifor.
Mesurant 15 × 8 m, elle est constituée d'une nef unique rectangulaire prolongée par une abside demi-circulaire, ; la nef est dotée d'une voûte en berceau et l'édifice est recouvert d'un toit formant pignon ; dépourvu de fenêtre, il est éclairé par trois petites lucarnes et deux ouvertures au sommet de la voûte qui servent de ventilation. L'extérieur de l'abside est divisé en sept petites niches avec des arcs incurvés sur le haut des côtés,. Une corniche en briques, de style byzantin, longe le toit de l'abside. Le portail occidental est constitué de blocs de pierres, tandis le centre de l'archivolte et les angles sont décorés de motifs en forme de trèfles à quatre feuilles avec une croix.
À l'intérieur se trouvent des fresques couvertes d'une suie qui les assombrit et qui sont en partie endommagées ; mais il n'est pas exclu que sous la peinture murale actuelle se trouvent des fresques plus anciennes. L'iconostase est elle aussi couverte de suie. 